# Pterygocythereis mucronata
Pterygocythereis mucronata is een mosselkreeftjessoort uit de familie van de Trachyleberididae. De wetenschappelijke naam van de soort werd voor het eerst geldig gepubliceerd in 1866 door Georg Ossian Sars.